# مورغان فورد
مورغان فورد (بالإنجليزية: Morgan Ford)‏ هو قاضي أمريكي، ولد في 8 سبتمبر 1911 في Wheatland, North Dakota ‏ في الولايات المتحدة، وتوفي في 2 يناير 1992 في سان دييغو في الولايات المتحدة.